# 老莱子

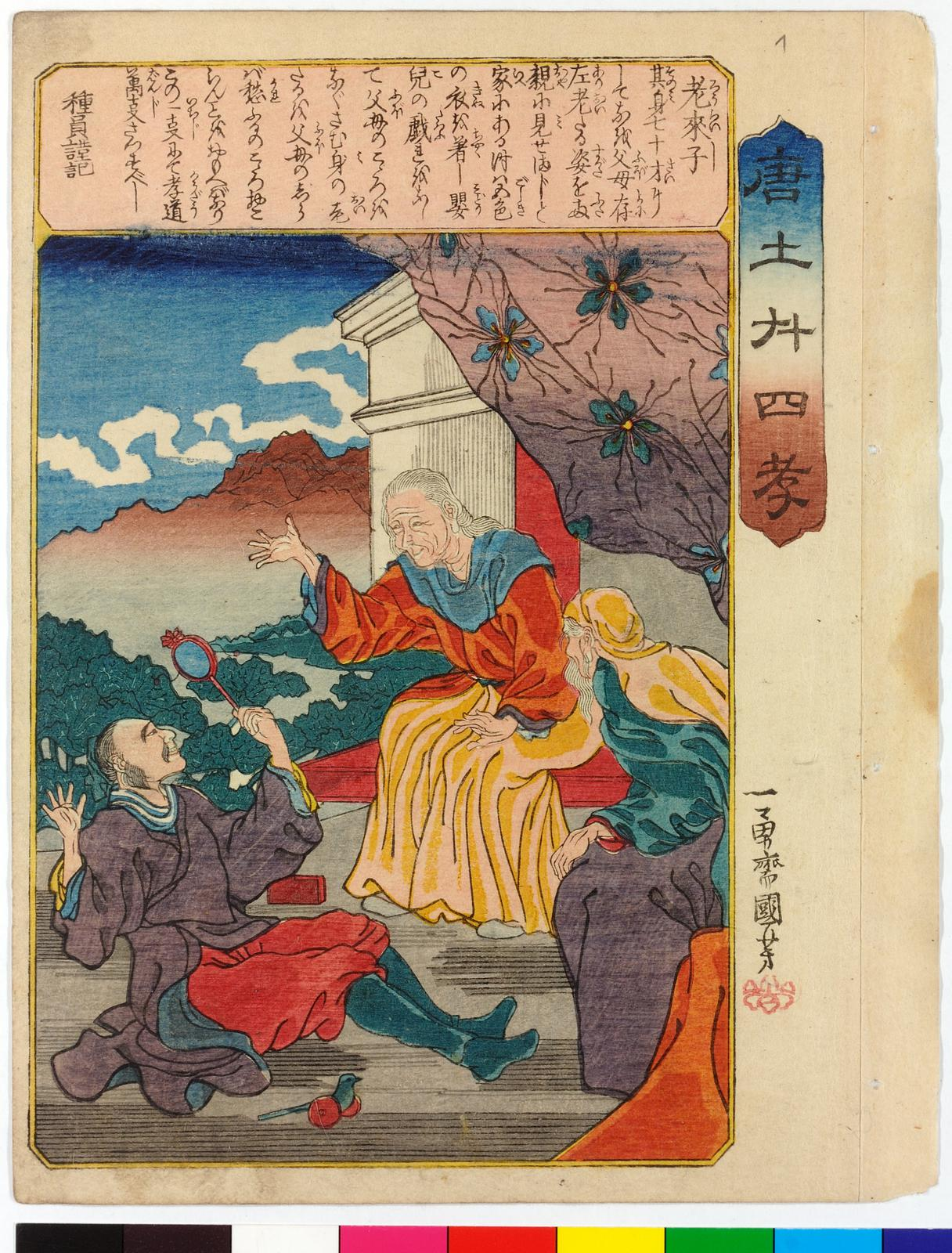
歌川国芳『唐土二十四孝』左下が老莱子

老莱子（ろうらいし、旧字体: 老萊子、紀元前5世紀？）は、中国春秋時代楚の隠士。道家の思想家。儒教の『二十四孝』にも数えられる。一説には老子と同一人物。著作に『老莱子』があったが現存しない。

## 人物
老子の正体は諸説あり、一説に老莱子とする説があった。老莱子は、孔子と同時代の道家の楚人だった（『史記』老子韓非列伝）。
老莱子は大変な親孝行者であり、70歳になっても五彩の着物（綵衣、斑蘭の衣）を着て幼児のマネをし、親に歳を忘れさせ喜ばせた（『二十四孝』戯彩娯親、『蒙求』老莱班衣、武氏祠画像石ほか）。
その他、孔子や子思と対話した説話（『荘子』外物、『孔叢子』抗志）、楚王への出仕を拒み妻と隠棲した説話（『列女伝』楚老莱妻ほか）などが伝わる。

## 『老莱子』
道家の書物として『老莱子』があった。『史記』老子韓非列伝では15篇、『漢書』芸文志では16篇とされ、『隋書』経籍志以降は著録されていない。
佚文がわずかに伝わり、馬国翰『玉函山房輯佚書』に輯本1巻がある。